# Rozpad alfa

Emisja cząstki alfa przez jądro atomowe

Rozpad alfa (przemiana α) – reakcja jądrowa rozpadu, w której emitowana jest cząstka α (jądro helu {\displaystyle _{2}^{4}{\hbox{He}}^{2+}}). Strumień cząstek alfa emitowanych przez rozpadające się jądra atomowe nazywa się promieniowaniem alfa.
Reakcja rozpadu jądra atomu uranu-238 (238U):
23892U → 23490Th + 42He2+
lub:
23892U → 23490Th + α
Inne przykłady:
23290Th → 22888Ra + 42He2+
22688Ra → 22286Rn + 42He2+
Ogólnie:
{\displaystyle {}_{Z}^{A}{\hbox{X}}\;\to \;_{Z-2}^{A-4}{\hbox{Y}}+{}_{2}^{4}{\hbox{He}}^{2+}.}
W wyniku rozpadu alfa powstające jądro ma mniejszą o 2 liczbę atomową a liczbę masową mniejszą o 4 w porównaniu z rozpadającym się jądrem.
Spośród izotopów spotykanych w naturze wiele jąder należących do łańcuchów uranowego oraz torowego jest emiterami cząstek α. Natomiast spośród promieniotwórczych jąder atomowych (także wytworzonych syntetycznie) rozpadowi α ulegają głównie jądra cięższe – powyżej masy 200u, ale także wśród pierwiastków ziem rzadkich oraz bardzo egzotycznych izotopów cyny, telluru i ksenonu (okolice masy 100u).
Emitowane cząstki mają zazwyczaj energię kinetyczną około 5 MeV, co odpowiada prędkości 15 000 km/s.
W rozpadzie α, cząstka α formuje się już w jądrze i jest równocześnie odpychana siłami elektrostatycznymi i przyciągana oddziaływaniami silnymi pozostałej części jądra. W niewielkiej odległości od jądra siły przyciągania jądrowego przeważają, w większej zaś przeważają siły odpychania. Cząstka α ma energię mniejszą od energii potrzebnej na pokonanie sił przyciągania, ale dzięki kwantowemu zjawisku tunelowania przenika przez wąską barierę potencjału.
Energia cząstek alfa emitowanych z danego atomu ma określoną wartość, ponieważ rozpad jest dwuciałowy i prowadzi do określonych poziomów energetycznych powstającego jądra. W przypadku niektórych radionuklidów (np. 265Sg, 266Sg) możliwy jest rozpad α do kilku różnych poziomów energetycznych jądra, dzięki czemu energie emitowanych cząstek alfa są również ściśle określone. W takim przypadku udział cząstek alfa o danej energii zależy od prawdopodobieństwa zajęcia przez powstające jądro odpowiadającego poziomu energetycznego.
Rozpad α jest dość powszechnym zjawiskiem w przyrodzie, odpowiada za niemal połowę promieniotwórczości naturalnej skorupy ziemskiej.
Zjawisko rozpadu α jest między innymi wykorzystywane w konstrukcji czujników dymu, w których rozpadające się jądra pierwiastka ameryk-241 emitują cząstki α pochłaniane przez dym.